# Smerkłów
Smerkłów (ukr. Смерклів, Smerkliw) – wieś na Ukrainie, w obwodzie iwanofrankiwskim, w rejonie tłumackim, nad Dniestrem.
W II Rzeczypospolitej wieś w powiecie tłumackim, w województwie stanisławowskim.